# God Dethroned
God Dethroned est un groupe néerlandais de death metal, originaire de Beilen. Il est formé en 1991 par le chanteur Henri Sattler, puis par la suite dissous en 2011. Le groupe annonce son retour sur scène en 2015.

## Historique

### Première période
God Dethroned est formé en 1991 par le chanteur et guitariste Henri Sattler, avec Hans Leegstra (guitare) et Ard de Weerd. Sattler et Leegstra sont d'anciens membres du groupe Dysentery ; Leegstra, peu après la formation du groupe, quitte, avec Sattler, la scène musicale. Ils enregistrent une démo, Christ Hunt, en 1991, puis sont rejoints par Marco Arends à la basse. Leur premier album, The Christhunt, est commercialisé au label discographique allemand Shark. Entretemps, Arends quitte le groupe (pour rejoindre Altar) et se voit remplacer par Marcel Beukeveld. The Christhunt n'obtient aucun succès ; le label refuse de présenter leur idée de rat disséqué sur la couverture et ne fait aucune promotion. Dethroned devient inactif l'année suivante, en partie à cause d'une divergence anti-chrétienne entre Sattler et les autres membres du groupe ; Sattler forme un nouveau groupe Ministry of Terror. 

### Deuxième période et retour
En 1996, à la suite de la parution de l'album Fall of Life en 1994 et d'une tournée promotionnelle européenne connexe (avec Impaled Nazarene), Sattler forme de nouveau God Dethroned avec le guitariste Jens van der Valk (qui ne partage pas la cause anti-chrétienne de Sattler), le bassiste Beef, et le batteur Roel Sanders. Avec ce line-up, le groupe signe au label Metal Blade Records, et fait paraître The Grand Grimoire en Europe en 1997 ; l'album est commercialisé aux États-Unis l'année suivante, accompagnée d'une réédition de The Christhunt, avec la couverture d'un rat disséqué.
The Grand Grimoire donne un meilleur impact que The Christhunt, et le groupe se popularise. Le line-up composé de Sattler, Van Der Valk, Beef et Sanders enregistre l'album Bloody Blasphemy, considéré par les fans comme le meilleur du groupe à ce jour. Des tournées et soirées à succès avec Marduk, Immortal, et Deicide suivent. Après Bloody Blasphemy, Sanders quitte le groupe et se voit remplacé par le batteur porto-ricain Tony Laureano. Laureano joue dans le groupe jusqu'en 2003, puis reçoit l'offre de rejoindre le groupe Nile. Il n'enregistrera qu'un album avec le groupe, Ravenous sorti en 2001. Un nouveau batteur est engagé, Ariën van Weesenbeek, et le groupe entre en studio fin 2002 pour enregistrer Into the Lungs of Hell. Cependant, des divergences émergent au sein du groupe, du fait que Beef et Jens, insatisfaits de la direction musicale que prend le groupe, veulent emprunter un son plus heavy et extrême avec plus de paroles anti-chrétiennes, tandis que Sattler cherche à garder un son mélodique et dark avec des paroles qui s'inspirent des ténèbres, de l'horreur, du nihilisme, et autres thèmes similaires. Après l'enregistrement de l'album Into the Lungs of Hell et des tournées qui suivent, le bassiste et le guitariste quittent le groupe, et Henri Sattler se doit encore de trouver de nouveaux membres. Le bassiste Henk Zinger entre rapidement dans les rangs, et Ariën van Weesenbeek recommande le guitariste belge Isaac Delahaye au groupe. Ce line-up rejoint quelques tournées et entre au studio pour enregistrer l'album The Lair of the White Worm paru en 2005,.
Après de nouvelles dates de tournées, le groupe retourne en studio pour enregistrer l'album The Toxic Touch en 2006. En janvier 2008, deux changements s'effectuent. Depuis le départ d'Ariën van Weesenbeek pour rejoindre le groupe néerlandais de metal symphonique Epica en décembre 2007, il est remplacé par l'ancien batteur Roel Sanders. Après une période d'écriture, Passiondale est enregistré puis commercialisé début 2009. Le concept de l'album s'inspire de la Bataille de Passchendaele durant la Première Guerre mondiale. L'album achevé, des auditions suivent et Susan Gerl est choisie comme nouvelle guitariste du groupe. Par la suite, Roel Sanders part et Michiel Van Der Plicht le remplace. Plus tard, le guitariste Danny Tunker (Prostitute Disfigurement, Detonation) est engagé dans le groupe.
L'album suivant, Under The Sign Of The Iron Cross est publié le 2 novembre 2010 au label Metal Blade. Il marque la première nomination de God Dethroned dans la catégorie « Album du mois » au magazine Aardschok. Sattler annonce la finale du groupe pour 2011, mais participe au festival 70,000 Tons of Metal en janvier 2012, avant la dissolution officielle du groupe. 
God Dethroned annonce en 2014 son retour sur scène : « Notre renaissance se fera au 70,000 Tons of Metal de 2015. On se verra là-bas! »
Depuis, deux albums ont paru, The World Ablaze en 2017 et Illuminati en 2020.

## Membres

### Membres actuels
- Henri « T.S.K. » Sattler - chant, guitare (1991-1993, 1996-2012 ; depuis 2014)[1]
- Michiel Van Der Plicht - batterie (2009-2012 ; depuis 2014)[1]

### Anciens membres
- Ard de Weerd - batterie (1991-1993)
- Hans Leegstra - guitare (1991-1993)
- Marco Barends - basse (1991-1992)
- Marcel Beukeveld - basse (1992-1993)
- Jens van der Valk - guitare (1996-2003)
- Beef - basse (1996-2003)
- Roel Sanders - batterie (1996-1999, 2008-2009)
- Tony Laureano - batterie (1999-2001)
- Ariën van Weesenbeek - batterie (2001-2008)
- Isaac Delahaye - guitare (2003-2009)
- Susan Gerl - guitare (2009-2010)
- Danny Tunker - guitare (2010-2012)
- Henk « Henke » Zinger - basse (2003-2012)

### Musicien de tournée
- Ian Jekelis - guitare (2010)

## Discographie
- 1992 : The Christhunt (réédité en 1998)
- 1997 : The Grand Grimoire
- 1999 : Bloody Blasphemy
- 2000 : The Ancient Ones
- 2001 : Ravenous
- 2003 : Into the Lungs of Hell
- 2004 : The Lair of the White Worm
- 2006 : The Toxic Touch
- 2009 : Passiondale
- 2010 : Under the Sign of the Iron Cross
- 2017 : The World Ablaze
- 2020 : Illuminati